# Sphaerium corneum
Espèce
Statut de conservation UICN

 LC  : Préoccupation mineure
Sphaerium corneum, la Cyclade commune, est une petite palourde d'eau douce, un mollusque bivalve aquatique de la famille des Sphaeriidae.

## Description
La coquille est assez globuleuse et peut atteindre jusqu'à entre 9 et 13,5 mm. Elle est généralement brune tirant vers le gris chez l'adulte, tandis que les jeunes sont jaunes. La coquille présente de fines stries formant des lignes parallèles.
Valve droite et gauche du même spécimen:

Valve droite
Valve gauche

## Écologie
Ces petites palourdes se trouvent dans des eaux peu profondes, des habitats d'eau douce aux eaux lentes comme des lacs d'eau douce, des rivières et des ruisseaux. Comme avec la plupart des bivalves, Sphaerium corneum est un animal filtreur et préfère donc les eaux plus eutrophes qui fournissent une source de nourriture plus importante. Ces palourdes montrent une capacité unique à grimper le long de plantes pour trouver des endroits plus optimaux pour l'alimentation. Leurs sources principales de nourriture sont les diatomées et d'autres organismes du phytoplancton.
Les S. corneum sont sensibles à des niveaux de pollution élevés, en particulier si des polluants organiques encrassent l'eau, les empêchant de s'alimenter efficacement. Ils constituent donc une espèce bio-indicatrice de la qualité de l'eau. Ils sont tolérants aux conditions anoxiques et peuvent survivre jusqu'à 400 jours à 0 °C et 9 jours à 20 °C sans oxygène. Cela leur permet de creuser dans le sable, la boue, le gravier et d'autres substrats inorganiques où les niveaux d'oxygène sont bas pour éviter la prédation.
Ces palourdes peuvent vivre jusqu'à 3 ans, bien que la situation géographique influe considérablement sur leur taux de survie. Aux États-Unis et dans d'autres zones non indigènes elles vivent en moyenne seulement de 1 à 1,5 an. Elles sont considérées comme matures lorsqu'elles atteignent 4 mm. Cela peut intervenir à l'âge de 3 mois dans leur habitat naturel.

## Répartition
Cette espèce a une aire de répartition paléartique. On la rencontre notamment en République tchèque, notamment et Bohême et en Moravie, en Finlande, en Allemagne, aux Pays-Bas, en Norvège, en Suède, et aux États-Unis où elle a été introduite.